# Dominique Kivuvu
Dominique Kivuvu, né le 16 septembre 1987 à Amsterdam, est un footballeur angolais. Il joue au poste de défenseur avec l'équipe d'Angola.

## Statistiques par saison
| Saison    | Club                | Pays     | Matches | Buts | Compétition    |
| --------- | ------------------- | -------- | ------- | ---- | -------------- |
| 2005/06   | Stormvogels Telstar | Pays-Bas | 12      | 0    | Erste Division |
| 2006/07   | NEC                 | Pays-Bas | 23      | 1    | Eredivisie     |
| 2007/08   | NEC                 | Pays-Bas | 22      | 0    | Eredivisie     |
| 2008/09   | NEC                 | Pays-Bas | 19      | 0    | Eredivisie     |
| 2009/10   | NEC                 | Pays-Bas | 16      | 0    | Eredivisie     |
| 2010/2011 | CFR Cluj            | Roumanie | 22      | 1    | Liga I         |